# 圣朱利亚
圣朱利亚（法語：Saint-Julia，法語發音：[sɛ̃ ʒylja]）是法国上加龙省的一个市镇，属于图卢兹区。

## 地理
圣朱利亚（43°29'25"N, 1°53'51"E）面积11.46 平方千米，位于法国奧克西塔尼大區上加龙省，该省份为法国西南部内陆省份，西南端与西班牙接壤，自此顺时针与上比利牛斯省、热尔省、塔恩-加龙省、塔恩省、奥德省和阿列日省接壤。
与圣朱利亚接壤的市镇（或旧市镇、城区）包括：穆藏、皮埃舒尔西、勒卡巴尼亚勒、蒙泰居洛拉盖、诺加雷、圣费利克斯洛拉盖。

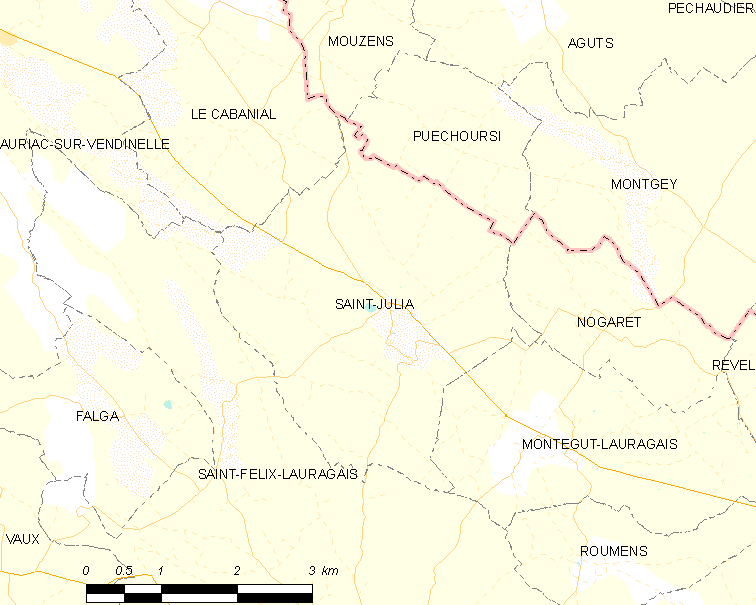
圣朱利亚的OSM定位图

圣朱利亚的时区为UTC+01:00、UTC+02:00（夏令时）。

## 行政
圣朱利亚的邮政编码为31540，INSEE市镇编码为31491。

## 政治
圣朱利亚所属的省级选区为勒韦勒县。

## 人口

1962-2008年间圣朱利亚人口变化图示

圣朱利亚于2022年1月1日时的人口数量为417人。

## 图集

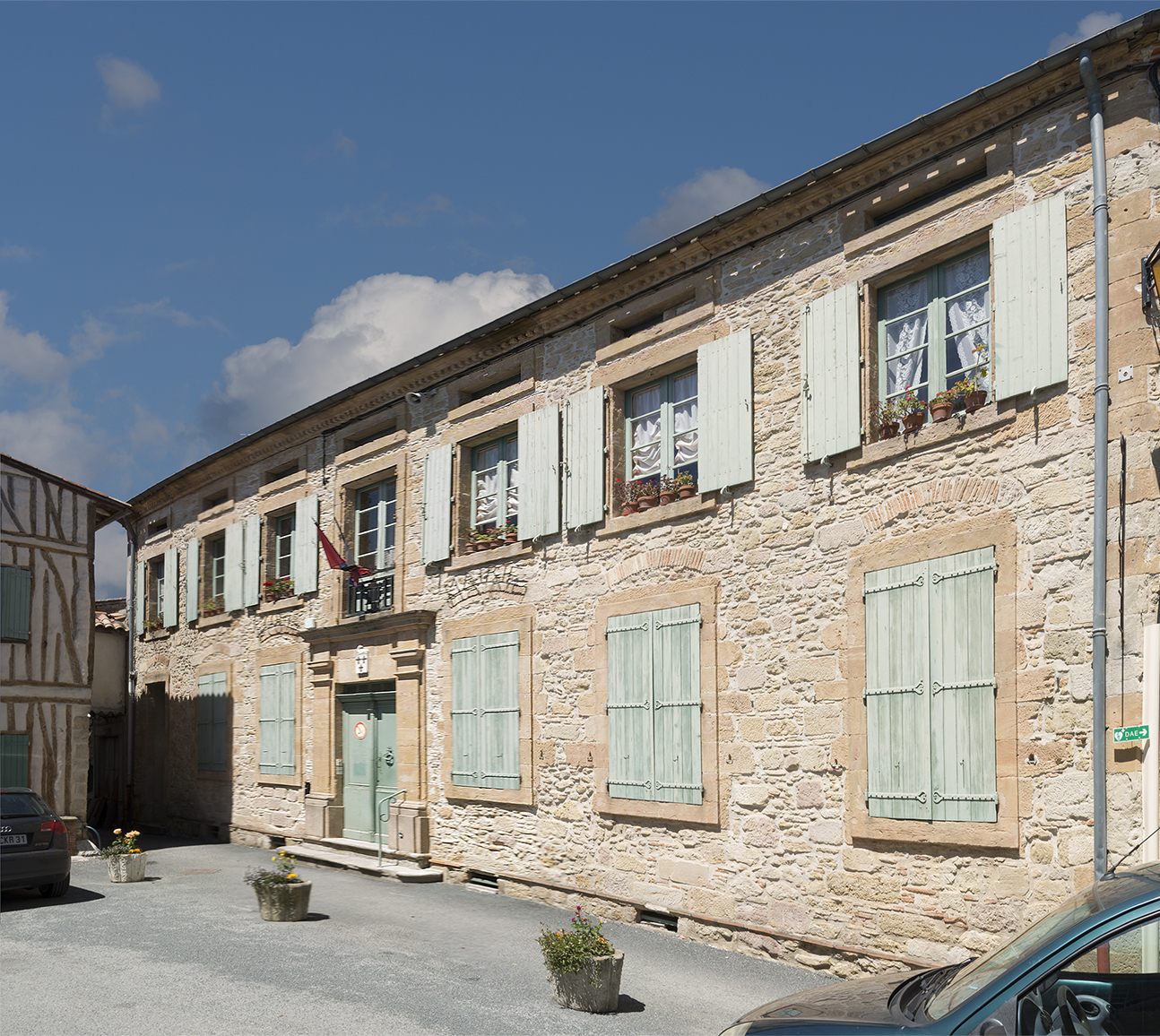
市政厅
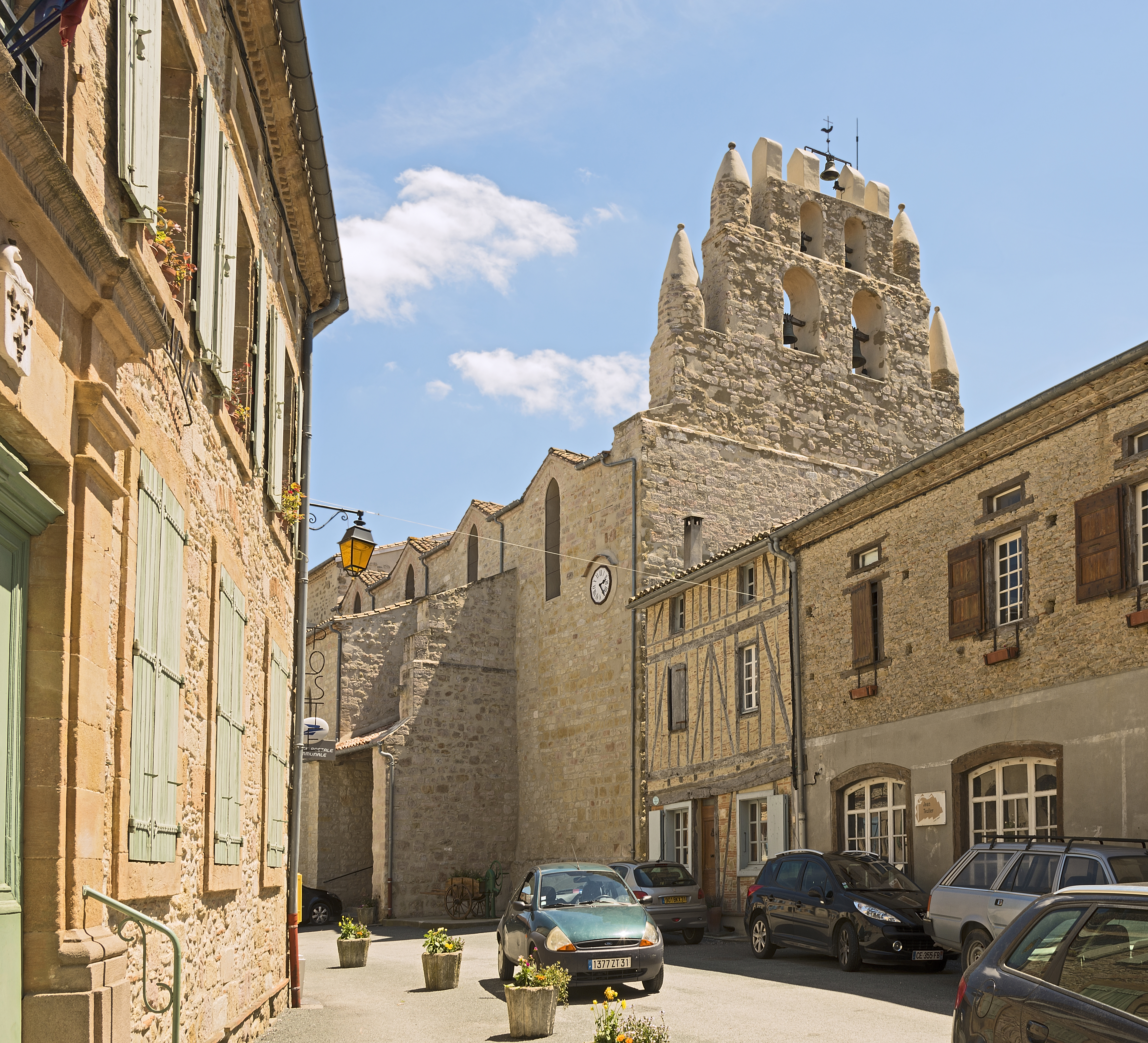
教堂
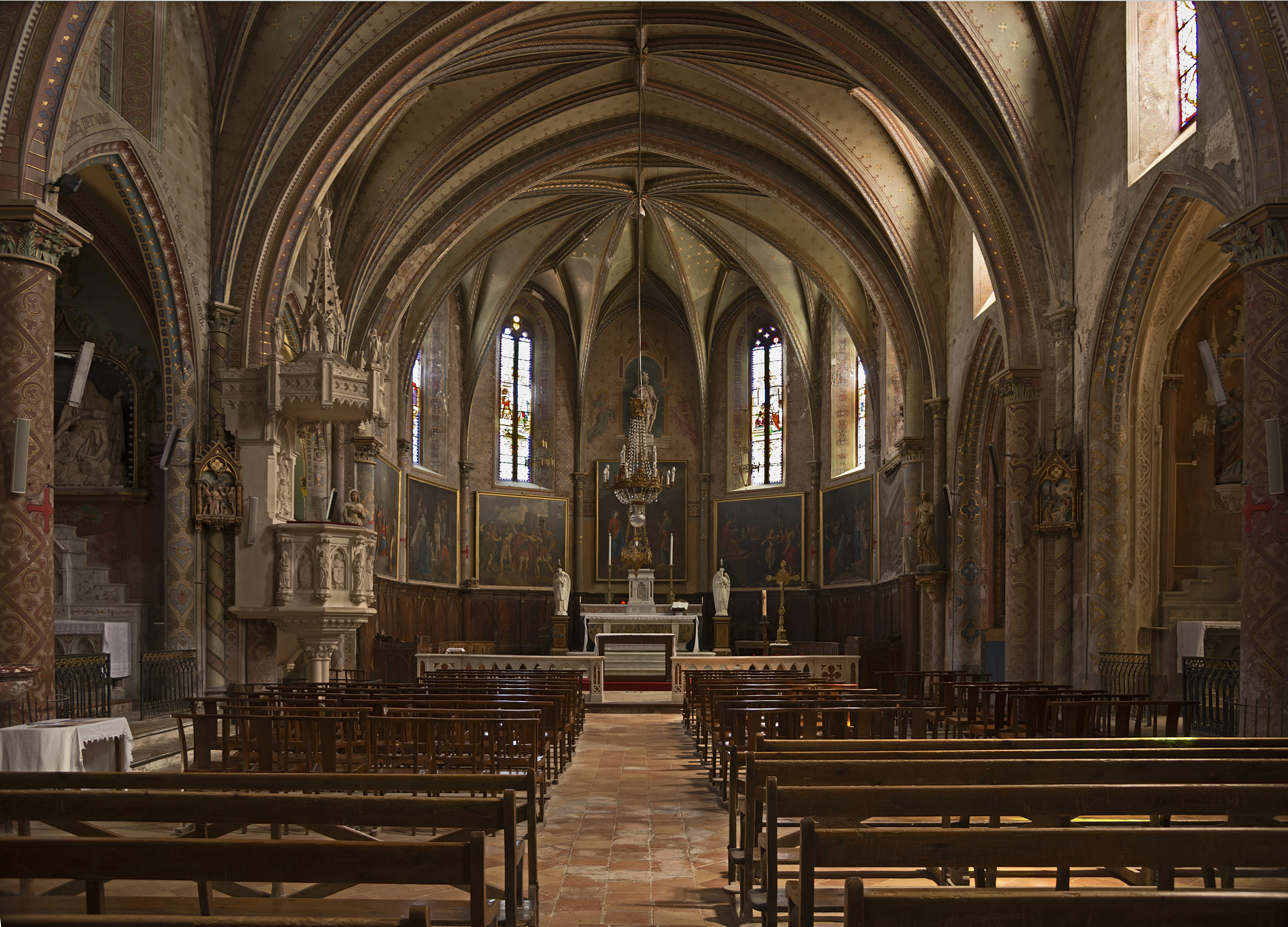
教堂内部